# اسپرسو (ترانه)
«اسپرسو» (انگلیسی: Espresso) ترانه‌ای از خواننده آمریکایی سابرینا کارپنتر برای ششمین آلبوم استودیویی او به نام مختصر و مفید (۲۰۲۴) است. این ترانه در ۱۱ آوریل ۲۰۲۴ توسط آیلند رکوردز به عنوان تک‌آهنگ آغازین این آلبوم منتشر شد. ترانه‌سرایی آن را سابرینا کارپنتر، استف جونز و جولیان بونتا انجام داده‌اند و تهیه‌کنندگی آن بر عهدهٔ جولیان بونتا بوده است. «اسپرسو» مورد تحسین منتقدان موسیقی قرار گرفت و از ترانه‌سرایی و جذابیت آن تمجید شد.

## گواهی‌نامه‌ها
| منطقه                                                                            | گواهی       | واحد گواهی‌شده/فروش |
| -------------------------------------------------------------------------------- | ----------- | ------------------ |
| استرالیا (آی‌اف‌پی‌آی استرالیا)                                                     | Platinum    | ۷۰٬۰۰۰             |
| بلژیک (بی‌ئی‌ای)                                                                   | Platinum    | ۴۰٬۰۰۰             |
| برزیل (پرو موزیکا برزیل)                                                         | Diamond     | ۱۶۰٬۰۰۰            |
| کانادا (میوزیک کانادا)                                                           | ۵× Platinum | ۴۰۰٬۰۰۰            |
| دانمارک (آی‌اف‌پی‌آی)                                                               | Platinum    | ۹۰٬۰۰۰             |
| فرانسه (اس‌ان‌ئی‌پی)                                                                | Diamond     | ۳۳۳٬۳۳۳            |
| آلمان (بی‌وی‌ام‌آی)                                                                 | Gold        | ۲۰۰٬۰۰۰            |
| ایتالیا (اف‌آی‌ام‌آی)                                                               | Platinum    | ۱۰۰٬۰۰۰            |
| نیوزیلند (آرآی‌ای‌ان‌زد)                                                            | ۲× Platinum | ۶۰٬۰۰۰             |
| لهستان (زدپی‌ای‌وی)                                                                | ۲× Platinum | ۱۰۰٬۰۰۰            |
| پرتغال (انجمن صنفی گرامافون)                                                     | ۲× Platinum | ۲۰٬۰۰۰             |
| اسپانیا (سازنده‌های موسیقی)                                                       | Platinum    | ۶۰٬۰۰۰             |
| بریتانیا (بی‌پی‌آی)                                                                | ۲× Platinum | ۱٬۲۰۰٬۰۰۰          |
| ایالات متحده (آرآی‌ای‌ای)                                                          | ۳× Platinum | ۳٬۰۰۰٬۰۰۰          |
| Streaming                                                                        |             |                    |
| آمریکای مرکزی (سی‌اف‌سی)                                                           | Gold        | ۳٬۵۰۰٬۰۰۰          |
| یونان (آی‌اف‌پی‌آی یونان)                                                           | ۲× Platinum | ۴٬۰۰۰٬۰۰۰          |
| رقم فروش+پخش جاری تنها بر پایهٔ گواهی‌ها. · رقم فقط پخش جاری تنها بر پایهٔ گواهی‌ها. |             |                    |

## تاریخچه انتشار
| منطقه        | تاریخ         | فرمت(ها)                       | ورژن                 | ناشر             | منابع         |
| ------------ | ------------- | ------------------------------ | -------------------- | ---------------- | ------------- |
| مختلف        | ۱۱ آوریل ۲۰۲۴ | دانلود دیجیتال استریم          | اصلی                 | آیلند            | [ ۱۷ ] [ ۱۸ ] |
| ایالات متحده | ۱۶ آوریل ۲۰۲۴ | Contemporary hit radio         | اصلی                 | آیلند            | [ ۱۹ ]        |
| ایتالیا      | ۲ مه ۲۰۲۴     | رادیو ایرپلی                   | اصلی                 | یونیورسال        | [ ۲۰ ]        |
| بریتانیا     | ۱۶ مه ۲۰۲۴    | سی‌دی تک‌آهنگ                    | اصلی                 | پالیدور          | [ ۲۱ ]        |
| مختلف        | ۱۷ مه ۲۰۲۴    | دانلود دیجیتال استریم          | آلبوم چندآهنگه       | آیلند            | [ ۲۲ ]        |
| مختلف        | ۳۱ مه ۲۰۲۴    | دانلود دیجیتال استریم          | Working late remixes | آیلند            | [ ۲۳ ]        |
| ایالات متحده | ۱۰ ژوئن ۲۰۲۴  | تک‌آهنگ ۷ اینچ کاست سی‌دی تک‌آهنگ | اصلی On vacation     | آیلند            | [ ۲۴ ]        |
| بریتانیا     | ۱۰ ژوئن ۲۰۲۴  | تک‌آهنگ ۷ اینچ کاست             | اصلی On vacation     | پالیدور          | [ ۲۵ ] [ ۲۶ ] |
| برزیل        | ۱۰ ژوئن ۲۰۲۴  | تک‌آهنگ ۷ اینچ                  | اصلی On vacation     | یونیورسال برزیل  | [ ۲۷ ]        |
| کانادا       | ۱۰ ژوئن ۲۰۲۴  | تک‌آهنگ ۷ اینچ                  | اصلی On vacation     | یونیورسال کانادا | [ ۲۸ ]        |
| ژاپن         | ۲۸ ژوئن ۲۰۲۴  | تک‌آهنگ ۷ اینچ                  | اصلی On vacation     | یونیورسال ژاپن   | [ ۲۹ ]        |